# Rezerwat przyrody Wieprzec
Wieprzec – torfowiskowy rezerwat przyrody znajdujący się na terenie gminy Zamość, w powiecie zamojskim, w województwie lubelskim.

## Charakterystyka
Rezerwat położony jest w Padole Zamojskim, w rozległym obniżeniu Wieprzca i Topornicy.
- położenie geograficzne: Roztocze Środkowe
- powierzchnia (według aktu powołującego): 31,92 ha[2]
- rok utworzenia: 1990
- dokument powołujący: Zarządzenie Ministra Ochrony Środowiska, Zasobów Naturalnych i Leśnictwa z dnia 26 listopada 1990 roku w sprawie uznania za rezerwat przyrody (MP nr 48, poz. 366).
- przedmiot ochrony (według aktu powołującego): zachowanie roślinności torfowiskowej z udziałem gatunków chronionych[2].

## Gleby
Obszar charakteryzuje się mozaikowym układem gleb. Występują tu gleby torfowiskowe, piaszczyste pochodzenia aluwialnego i kredowe.

## Przyroda
Rezerwat nie posiada obowiązującego planu ochrony. Jego obszar objęty jest ochroną czynną. Leży w obrębie otuliny Roztoczańskiego Parku Narodowego oraz dwóch obszarów sieci Natura 2000: siedliskowego „Doliny Łabuńki i Topornicy” PLH060087 oraz ptasiego „Roztocze” PLB060012. Jest jedynym na Zamojszczyźnie ocalałym fragmentem roślinności bagiennej, wapieniolubnej i psammofilnej.
Podczas badań z lat 1988-1989 i 1991 na terenu rezerwatu oznaczono sto gatunków ryjkowców oraz 107 gatunków lądowych pluskwiaków różnoskrzydłych. Z pluskwiaków tych na murawach piaskowych dominowały: Nithecus jacobae, Nysius helveticus, Heterogaster artemisiae, Camptoptelus lineolatus, Dictyonota strichnocera, Heterocordylus genistae, Plagiognathus albipennis, Amblytylus albidus, nałazik kukurydziany i lolek niepozorny. Na łąkach występowały: Trigonotylus coelestialium (30-60% liczebności zgrupowania), zmienik ziemniaczak, zmienik lucernowiec, przegonik bezskrzydły, przylist długoskrzydlak i ulanik chryzantemowiec. Pluskwiaki wilgociolubne (stanowiska wilgotne) zamieszkiwały m.in.: zażartka ciemnobroda, byliniak żółtawy, wzdęciel turzycowy,Acompus rufipes i Pachybrachius fracticollis.